# Emamie-seminariet
Emamie-seminariet är ett historiskt seminarium i Esfahan i Iran. Seminariet uppfördes på 1300-talet. Dess byggherre var Soltan Abolhassan Talut Damghani. Han byggde seminariet för sin lärare Baba Ghassem Esfahani.